# Terminal Access Controller Access-Control System
Terminal Access Controller Access-Control System (TACACS) est un protocole d'authentification distante créé en 1984, utilisé pour communiquer avec un serveur d'authentification, généralement utilisé dans des réseaux UNIX. TACACS permet à un serveur d'accès distant de communiquer avec un serveur d'authentification dans l'objectif de déterminer si l'utilisateur a le droit d'accéder au réseau.
Deux protocoles découlent de l'implémentation d'origine : XTACACS (eXtended TACACS) protocole propriétaire développé par Cisco en 1990 qui ajoute de l’intelligence côté serveur et TACACS+ également développé par Cisco, publié comme standard ouvert qui ajoute le chiffrement et une option de défi-réponse et supporte les protocoles AAA.